# Офшорний газопровід (Ізраїль)
Офшорний газопровід (Ізраїль) — один з елементів газотранспортної мережі Ізраїлю, котрий забезпечує маневр ресурсом між північними та південними районами країни та забезпечує споживачів ряду прибережних районів.
У 2004 році в Ізраїлі стартувала розробка офшорного газового родовища Марі-B, продукція якого почала надходити на береговий термінал у Ашдоді. Першим її споживачем стала місцева ТЕС Ешкол, проте вже був запланований перехід на це більш екологічне паливо інших підприємств (передусім в електроенергетиці). Як наслідок, узялись за створення газотранспортної системи Ізраїлю, першим елементом якої став cfvt Офшорний газопровід, котрий пройшов від Ашдода у північному напрямку до Дора.
Трубопровід проклали по дну Середземного моря паралельно узбережжю, що дозволило уникнути проблем із придбанням земельних ділянок та можливими природоохоронними протестами. Виконаний в діаметрі 750 мм, він має довжину 94 км. У 2012-му було додатково завершено проєкт засипки трубопроводу ґрунтом, що має забезпечити йому додатковий захист.
Від головної ділянки газопроводу одразу облаштували два відводи, один з яких призначався для подачі блакитного палива до Тель-Авіву на ТЕС Редінг, а другий живить паперовий комбінат у Хадері.
У районі Дора Офшорний газопровід сполучений з Північним газопроводом, котрий став до ладу у 2009 році. З іншої сторони, в Ашдоді існує з'єднання з Центральним газопроводом, запущеним у 2008-му для подачі імпортного єгипетського газу. Оскільки вже у 2012-му через нестачу продукту для внутрішнього ринку Єгипет зупинив експорт, а запаси Марі-В були прискорено спрацьовані, головним джерелом поставок стало офшорне родовище Тамар, продукція якого почала надходити до Ашдоду навесні 2013-го.
Крім того, для подолання дефіциту газу в січні 2013-го до Офшорного газопроводу підключили офшорний термінал для прийому ЗПГ Хадера.
У 2020-му вже до берегового термінала в Дорі почав надходити природний газ із гігантського офшорного родовища Левіафан. Оскільки одним з головних напрямків його використання став експорт до Єгипту, існуюча газотранспортна мережа була пристосована для поставок у південному напрямку.
Також можливо відзначити, що у 2016-му створили перемичку між Офшорним та Центральним газопроводами, котра сполучає їх в обхід хабу в Ашдоді (проєкт Палмахім). Вона виконана в діаметрі 450 мм та має довжину 14 км. Через неї також живиться ТЕС Сорек, котра покриває енергетичні потреби потужного заводу з опріснення води.